# Kara (Name)
Kara ist ein Vorname und Familienname.

## Herkunft und Bedeutung
Kara ist ein häufiger türkischer und griechischer  Familienname mit der Bedeutung „schwarz, dunkel“, und seltener auch ein türkischer männlicher Vorname (mit der Nebenbedeutung: „mutig“). Der Name tritt jedoch auch in anderen Sprachen als Vorname oder als Familienname auf, insbesondere im amerikanischen Englisch häufig als Variante von Cara als weiblicher Vorname.

## Namensträger

### Historische Zeit
- Kara-Hardaš, babylonischer König des 14. Jahrhunderts v. Chr.
- Kara-indaš, babylonischer König des 15. Jahrhunderts v. Chr.
- Kara Ahmed Pascha († 1555), osmanischer Staatsmann und Großwesir des Osmanischen Reiches.
- Kara Mustafa Pascha (1634/1635–1683), Oberbefehlshaber bei der Zweiten Belagerung von Wien

### Weiblicher Vorname
- Kara Braxton (* 1983), US-amerikanische Basketballspielerin
- Kara Cooney (* 1972), US-amerikanische Ägyptologin
- Kara Denby (* 1986), US-amerikanische Freistilschwimmerin
- Kara DioGuardi (* 1970), US-amerikanische Musikproduzentin, Songschreiberin und Popmusikerin
- Kara Goucher (* 1978), US-amerikanische Langstreckenläuferin
- Kara Hayward (* 1998), US-amerikanische Schauspielerin
- Kara Lynn Joyce (* 1985), US-amerikanische Freistilschwimmerin
- Kara Killmer (* 1988), US-amerikanische Schauspielerin
- Kara Kohler (* 1991), US-amerikanische Ruderin
- Kara Lang (* 1986), kanadische Fußballspielerin
- Kara Lawson (* 1981), US-amerikanische Basketballspielerin
- Kara Monaco (* 1983), US-amerikanisches Model
- Kara Pacitto (* 1989), US-amerikanische Schauspielerin
- Kara Hermanson Salmela (* 1972), US-amerikanische Biathletin
- Kara Schröder (* 1990), deutsche Schauspielerin
- Kara Scott (* 1975), kanadische Moderatorin und Pokerspielerin
- Kara Solmundson (* 1974), kanadische Badmintonspielerin
- Kara Spears Hultgreen (1965–1994), US-amerikanische Kampfpilotin
- Kara Taitz (* 1981), US-amerikanische Schauspielerin
- Deborah Kara Unger (* 1966), kanadische Schauspielerin
- Kara Walker (* 1969), US-amerikanische Künstlerin
- Kara Winger (* 1986), US-amerikanische Speerwerferin
- Kara Zor-El (* 1962), US-amerikanische Comic-Figur

### Familienname
- Alexis Kara (* 1971), deutsch-griechischer Schauspieler und Komiker
- Anksa Kara (* 1985), französische Pornodarstellerin
- Avigdor Kara († 1439), Rabbiner und Schriftgelehrter in Prag
- Aytaç Kara (* 1993), türkischer Fußballspieler
- Emre Kara (* 1989), türkischer Fußballspieler
- Ercan Kara (* 1996), österreichischer Fußballspieler
- Erhan Kara (* 1995), türkischer Fußballspieler
- Fatih Kara (* 1987), türkischer Fußballspieler
- Fatma Kara (* 1991), türkische Fußballspielerin
- György Kara (1935–2022), ungarischer Mongolist und Turkologe
- Halil İbrahim Kara (* 1972), türkischer Fußballspieler
- Hiob Kara (* 1955), israelischer Politiker
- Juri Kara (* 1954), ukrainischer Filmregisseur
- Jūrō Kara (1940–2024), japanischer Schriftsteller
- Mehmet Kara (* 1983), türkischer Fußballspieler
- Princess Kara (* 1998), nigerianische Diskuswerferin und Kugelstoßerin
- Rasim Kara (* 1950), türkischer Fußballtorhüter und -trainer
- Recep Kara (* 1982), türkischer Ringer
- Salim Kara (* 1974), algerisch-deutscher Filmemacher und Drehbuchautor
- Scholban Walerjewitsch Kara-ool (* 1966), russischer Politiker und Präsident der russischen Republik Tuwa
- Selen Kara (* 1985), deutsche Theaterregisseurin
- Serigne Kara (* 1989), senegalesischer Fußballspieler
- Siddharth Kara, US-amerikanischer Wissenschaftler
- Wladimir Wladimirowitsch Kara-Mursa (* 1981), russischer Politiker und Journalist
- Yadé Kara (* 1965), deutsch-türkische Schriftstellerin

### Künstlername
- Kara Fatma (1888–1955), türkische Befehlshaberin und Nationalheldin
- Kara Mynor (* 1987), US-amerikanische Pornodarstellerin, siehe Shawna Lenee

### Kunstfiguren
- Kara Ben Nemsi, ein Alter Ego von Karl May
- Kara „Starbuck“ Thrace, eine Figur bei Battlestar Galactica
- Kara Zor-El, ein Alter Ego von Supergirl

### Mythologische Figur
- Kára, eine Walküre

## Varianten (türk.)
- Karabulut, Karadeniz, Karaduman, Karakaş, Karakoç, Karataş